# Dubplates & Mastering
Dubplates & Mastering est un studio de mastering basé à Berlin. Fondé en 1995, il est spécialisé dans la musique électronique.

## Ingénieurs du son travaillant ou ayant travaillé chez Dubplates & Mastering
- Andy Mellwig
- Moritz von Oswald
- Robert Henke
- Andreas Lubich alias Loop-O
- Rashad Becker
- Frederic Stader
- Christoph Grote-Beverborg
- Youri Balcers